# Scholz & Friends
Die Scholz & Friends Group ist eine Werbeagentur mit Sitz in Hamburg. Sie wurde 1981 von Jürgen Scholz, Uwe Lang und Michael Menzel in Hamburg gegründet. Die Agentur gehört zur WPP Group, einem britischen Marketing- und Medienkonzern und hat eine strategische Partnerschaft mit der internationalen Agenturgruppe VMLY&R.

## Unternehmen

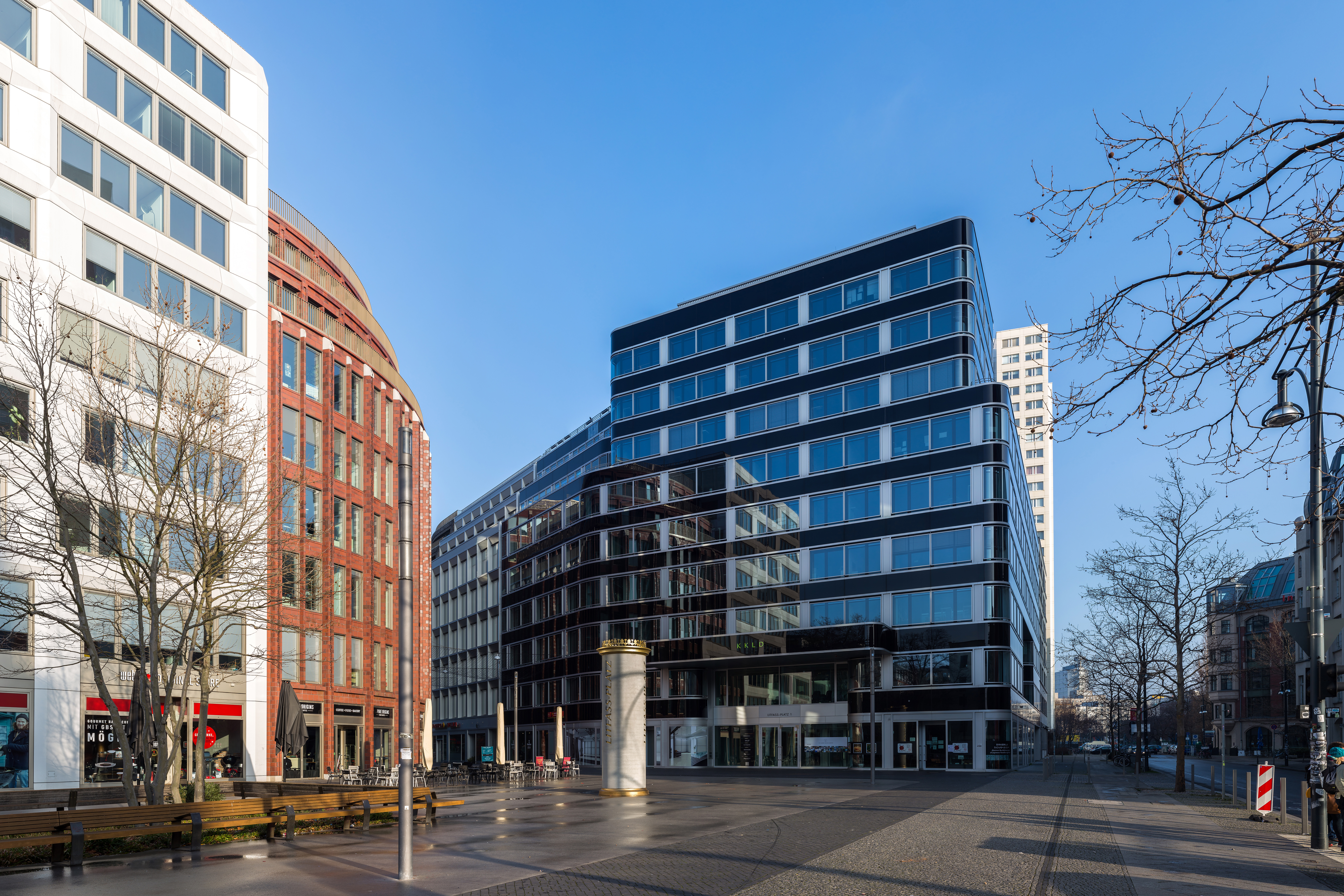
Das Bürogebäude Litfaß-Platz 1 ist der Berliner Sitz von Scholz & Friends

Die Scholz & Friends Group beschäftigt heute ca. 900 Angestellte an 5 Standorten in europäischen Großstädten. Das Unternehmen bietet unter anderem Dienstleistungen in den Bereichen Advertising, Content Marketing, Employer Branding, Performance Marketing, Social Media, Public Relations, Corporate Design, Corporate Responsibility, Retailmarketing und Filmproduktion an.

## Geschichte
Die Agentur wurde 1981 von Jürgen Scholz in Hamburg mit 48 Angestellten gegründet. Im Jahr 1990 gründeten Sebastian Turner, Thomas Heilmann und Olaf Schumann die Delta Design Dresden oHG, aus der später Scholz & Friends Berlin hervorging, als Firmensitz diente ein Kinderzimmer in der Wohnung der Familie Schumann in der Erich-Weinert-Straße. Nach dem Ausscheiden von Scholz aus seiner aktiven Tätigkeit im Jahr 1992 übernahm der langjährige Partner der Agentur Peter M. Schöning die Leitung des Unternehmens. 2001 übernahmen Sebastian Turner und Thomas Heilmann die Leitung der Agenturgruppe, die Börsennotierung erfolgte im November desselben Jahres an der Frankfurter Börse.
2003 gelang zusammen mit der Beteiligungsgesellschaft Electra (heute: Cognetas) der Führungsriege der Agentur die Abspaltung von Cordiant. Durch das Management-Buy-out mit anschließendem Squeeze-out wurde Scholz & Friends das erste inhabergeführte Agenturnetzwerk Europas. Frank-Michael Schmidt wurde 2003 Deutschlandchef.
Im Jahr 2005 verließ das Unternehmen die Börse. Scholz & Friends und Lowe Worldwide (heute MullenLowe Lintas Group) schlossen 2007 eine strategische Allianz für alle internationalen Märkte, in denen die Agenturgruppe nicht vertreten ist. Das Dach des gesamten Netzwerks, die Scholz & Friends Holding, firmierte seit Ende des Jahres als Commarco Holding. 2008 wurde Frank-Michael Schmidt CEO der Scholz & Friends Group.
2011 wurde die Scholz & Friends Family (ehemals Commarco) Teil des WPP-Netzwerks. Ein Betriebsrat wurde 2012 durch Mitarbeiter der Scholz & Friends Berlin GmbH gegründet. 2015 kam es zur Gründung eines Partnerboards, das seitdem als höchstes Managementgremium fungiert. 2020 ging das Unternehmen eine strategische Partnerschaft mit VMLY&R ein.

## Bekannte Kampagnen

Der Spruch der Werbe- und Sympathiekampagne des Landes Baden-Württemberg

### Vor 2000
- Test the West (West/Zigarette)[8]
- Dahinter steckt immer ein kluger Kopf (Frankfurter Allgemeine Zeitung) – bis heute unter der Leitung von Scholz & Friends[8][22][23]
- Wir können alles. Außer Hochdeutsch. (Landesregierung Baden-Württemberg)[24]
- Ist die Katze gesund, freut sich der Mensch (kitekat/Tiernahrung)[25]
- Die Kraft der zwei Herzen (Doppelherz/Nahrungsergänzungsmittel)[26]

### Seit 2000
- Land der Ideen (Bundesregierung und Bund Deutscher Industrie)[27]
- Das Handwerk. Die Wirtschaftsmacht. Von nebenan. (Zentralverband des Deutschen Handwerks)[28]
- Respekt, wer’s selber macht (toom/Baumarkt)[29][30]
- HoldYourBreath (Sea-Watch)[31]
- The Tampon Book (Female Company)[32]
- Runter vom Gas (Bundesverkehrsministerium)[33]
- Umparken im Kopf (Opel)[34]
- Von Experten versichert (VHV Versicherungen)[35]
- Gaffen tötet (Johanniter)[36]

## Auszeichnungen
2014 wurde Scholz & Friends zur Red-Dot-Agency of the Year gewählt.  2015 wurde das Unternehmen zur Agentur des Jahres ernannt. 2017 folgte die Auszeichnung als „Agentur des Jahrzehnts“ bei den Neptun Awards.
Scholz & Friends war 2020 bei den führenden deutschen Kreativrankings unter den Top drei: ADC-Kreativranking, Red Box-Kreativranking, W&V-Kreativranking. Zudem wurde Scholz & Friends 2020 vom ADC Deutschland und bei den New York Advertising Festivals (The One Show) als beste deutsche Agentur ausgezeichnet. Als einzige deutsche Agentur hat das Unternehmen im Jahr 2020 drei Goldene Effies gewonnen.

## Kritik
Kritik erntete die Agentur im März 2012, als über Twitter und Facebook eine nie veröffentlichte Steakhausketten-Reklame aus dem Jahre 2009 ihren Weg in die Öffentlichkeit fand. Slogans wie Tofu ist schwules Fleisch und Wenn man Tiere nicht essen soll, warum sind sie dann aus Fleisch? hatten der Agentur bei der jährlichen Preisverleihung des ADC 2009 eine Auszeichnung in Silber eingebracht, wurden jedoch als geschmacklos, homophob oder machohaft kritisiert.
Im Dezember 2016 stand das Unternehmen auf Grund der privaten Kampagne „#KeinGeldFürRechts“ des damaligen Strategy Directors von Scholz & Friends, Gerald Hensel, in der Kritik. Die Kampagne versuchte Werbetreibende zu beeinflussen, Werbebannerschaltungen auf Webseiten zu unterlassen, die Hensel als „rechts“ bewertete. Nach diesem von einigen Beobachtern als Boykott eingestuften Aufruf, der sich in der ursprünglichen Fassung unter anderem gegen Die Achse des Guten richtete, wurde dem Unternehmen von Achse-Autor Henryk M. Broder vorgeworfen, Hensel nutze seine Position dort aus, um Werbetreibende zu kontaktieren und damit die wirtschaftliche Grundlage journalistischer Angebote sowie mittelbar die Meinungs- und Pressefreiheit zu beschädigen. Michael Hanfeld kommentierte in der FAZ: „Wer auf so etwas setzt, erst recht als Stratege einer Werbeagentur, bringt wirtschaftliche Macht gegen die Meinungsvielfalt und die Pressefreiheit in Stellung.“
Es folgte ein Proteststurm mit persönlichen Anfeindungen gegen Hensel und seinen Arbeitgeber und einer vierstelligen Zahl von Negativbewertungen für Scholz & Friends auf Facebook. Scholz & Friends distanzierte sich inhaltlich am 14. Dezember 2016 von der Kampagne und sprach von unnötigen Provokationen und beleidigenden Reaktionen Hensels auf die ersten Anfeindungen, stellte sich als Arbeitgeber aber hinter Hensel. Dennoch entschloss sich Hensel nach eigenen Angaben, das Vertragsverhältnis mit Scholz & Friends zu beenden.